# Bitwa pod Gelą (405 p.n.e.)
Bitwa pod Gelą – starcie zbrojne, które miało miejsce w roku 405 p.n.e. w trakcie wojny Syrakuz z Kartaginą. 

## Kontekst
Po zdobyciu Akragas w roku 406 p.n.e. i spędzeniu zimy w tym mieście, wiosną następnego roku Himilkon zburzył miasto i wymaszerował ze swoją armią w kierunku Geli. Po zbudowaniu obozu w pobliżu Geli, Kartagińczycy rozpoczęli atak na mury miejskie, kończone z reguły niepowodzeniem. W kierunku Geli nadciągnęła wkrótce armia Greków sycylijskich pod wodzą Dionizjosa I tyrana Syrakuz w sile 30 000 piechoty, osłaniana przez 50 okrętów. Po dotarciu w okolice miasta Dionizjos I rozbił obóz i rozpoczął niepokojenie sił kartagińskich, odcinając im drogi zaopatrzeniowe. 

## Bitwa
Po 20 dniach utarczek Dionizjos zdecydował się na decydujący atak. Armia podzielona na 3 grupy przy wsparciu okrętów miała otoczyć siły Himilkona a następnie je zniszczyć. Atak przeprowadzono jednak beż żadnej koordynacji pomiędzy wszystkim trzema grupami wojska, które poniosły wysokie straty i zmuszone zostały do wycofania się. Straty tylko w dwóch grupach wyniosły ponad 1600 zabitych. Na dodatek główna grupa Dionizjosa zabłądziła, spóźniając się na pole walki, a widząc klęskę swoich sił Dionizjos dał rozkaz do wycofania się. Widząc porażkę sił greckich, mieszkańcy Geli zdecydowali się ewakuować miasto, pozostawiając w mieście 2000 lekkozbrojnych, którzy nocą pozorowali aktywność obrońców. Rankiem Himilkon wkroczył do opuszczonego miasta. Grecy sycylijscy wycofali się natomiast na północ.